# Шонан-Мару № 1
Шонан-Мару № 1 (Shonan Maru No. 1) — корабель, який під час Другої світової війни брало участь в операціях японських збройних сил.
Судно спорудили як китобійне в 1938 році на верфі Osaka Iron Works для компанії Nippon Suisan.
Ще до вступу Японії у Другу світову війну «Шонан-Мару № 1» реквізували для потреб Імперського флоту Японії та переобладнання в мисливець за підводними човнами. «Шонан-Мару № 1» включили до 54-го дивізіону мисливців за підводними човнами, кораблі якого 7 грудня 1941-го вийшли з Такао (наразі Гаосюн на Тайвані) в межах операції заволодіння островом Батан у Лусонській протоці. 8 грудня (в день нападу на Перл-Гарбор, де ще було 7 грудня) японський загін здійснив успішну висадку десанту.
Надалі «Шонан-Мару № 1» ніс службу на сході Нідерландської Ост-Індії (з 10 березня 1942-го 54-й дивізіон належав до 23-ї спеціальної військово-морської бази зі штабом у Макассарі на південно-західному півострові острова Сулавесі).
22 листопада 1944-го «Шонан-Мару № 1» разом з переобладнаним сітьовим загороджувачем «Нагара-Мару» та переобладнаним патрульним кораблем повели транспорт «Еносіма-Мару» з Макассару до Балікпапану (центр нафтовидобутку на східному узбережжі Борнео). Тієї ж доби внаслідок повітряної атаки «Еносіма-Мару» дістав пошкодження, але зміг повернутись до Макассару. Втім, невдовзі цей транспорт все-таки досягнув Балікпапану, на початку грудня повернувся до Макассару, а 17—20 грудня здійснив зворотній рейс під охороною «Шонан-Мару № 1» та «Нагара-Мару».
14 квітня 1945-го «Шонан-Мару № 1» супроводжував через Яванське море конвой з Сурабаї (головна база на сході острова Ява) до Макассару. За дві з половиною сотні кілометрів до останнього американський підводний човен USS Gabilan атакував конвой та потопив «Шонан-Мару № 1» і транспорт «Како-Мару».